# Nancy Metcalf
Nancy Metcalf (née Meendering le 12 novembre 1978 à Sioux Center) est une ancienne joueuse de volley-ball américaine. Elle mesure 1,86 m et jouait au poste d'attaquante. Elle a totalisé 247 sélections en équipe des États-Unis.

## Clubs
| Club                    | De        | À         |
| ----------------------- | --------- | --------- |
| Cornhuskers du Nebraska | 1997-1998 | 2000-2001 |
| Indias de Mayagüez      | 2002-2003 | 2002-2003 |
| Sirio Pérouse           | oct 2003  | oct 2003  |
| Indias de Mayagüez      | 2005-2005 | 2005-2005 |
| Arzano Volley           | oct 2005  | déc 2005  |
| Eczacıbaşı SK           | 2005-2006 | 2005-2006 |
| CAV Murcie 2005         | 2006-2007 | 2006-2007 |
| Eczacıbaşı SK           | 2007-2008 | 2008-2009 |
| Minas Belo Horizonte    | 2009-2010 | 2009-2010 |
| Criollas de Caguas      | avr 2010  | mai 2010  |
| Lokomotiv Bakou         | 2010-2011 | 2011-2012 |
| İqtisadçı Bakou         | 2012-2013 | 2012-2013 |
| Ageo Medics             | 2013-2014 | 2013-2014 |

## Palmarès

### Équipe nationale
- Championnat du monde
  - Finaliste : 2002.
- Coupe du monde
  - Finaliste : 2011.
- Grand Prix mondial
  - Vainqueur : 2012.
- World Grand Champions Cup
  - Finaliste : 2005.
- Championnat d'Amérique du Nord
  - Vainqueur : 2003, 2005, 2011.
- Coupe panaméricaine
  - Vainqueur : 2012.
  - Finaliste : 2004.

### Clubs
- Top Teams Cup
  - Vainqueur : 2007.
- Challenge Cup
  - Vainqueur : 2012.
  - Finaliste : 2011.
- Championnat de Turquie
  - Vainqueur : 2006, 2008.
- Coupe de Turquie
  - Vainqueur : 2009.
- Championnat d'Espagne
  - Vainqueur : 2007.
- Coupe d'Espagne
  - Vainqueur : 2007.
- Supercoupe d'Espagne
  - Vainqueur : 2006.

### Distinctions individuelles
- Championnat d'Amérique du Nord de volley-ball féminin 2005: MVP.
- Coupe panaméricaine de volley-ball féminin 2005: Meilleure marqueuse.
- Championnat d'Amérique du Nord de volley-ball féminin 2009: Meilleure attaquante.
- Challenge Cup féminine 2011-2012: MVP.